# Лонг-Лейк (округ Флоренс, Вісконсин)
Лонг-Лейк (англ. Long Lake) — місто (англ. town) в США, в окрузі Флоренс штату Вісконсин. Населення — 178 осіб (2020).

## Демографія
Згідно з переписом 2010 року, у місті мешкало 157 осіб у 76 домогосподарствах у складі 51 родини. Було 343 помешкання
Расовий склад населення:
| - 99,4 % — білих |

До двох чи більше рас належало 0,0 %. Частка іспаномовних становила 0,6 % від усіх жителів.
За віковим діапазоном населення розподілялося таким чином: 14,6 % — особи молодші 18 років, 58,6 % — особи у віці 18—64 років, 26,8 % — особи у віці 65 років та старші. Медіана віку мешканця становила 53,1 року. На 100 осіб жіночої статі у місті припадало 98,7 чоловіків;  на 100 жінок у віці від 18 років та старших — 91,4 чоловіків також старших 18 років.
Середній дохід на одне домашнє господарство  становив 34 246 доларів США (медіана — 30 089), а середній дохід на одну сім'ю — 39 891 долар (медіана — 31 563). Медіана доходів становила 40 250 доларів для чоловіків та 67 813 долари для жінок. За межею бідності перебувало 17,2 % осіб, у тому числі 16,7 % дітей у віці до 18 років та 23,9 % осіб у віці 65 років та старших.
Цивільне працевлаштоване населення становило 61 особа. Основні галузі зайнятості: освіта, охорона здоров'я та соціальна допомога — 24,6 %, роздрібна торгівля — 21,3 %, виробництво — 16,4 %, мистецтво, розваги та відпочинок — 16,4 %.